# Szlúp
A szlup, illetve sloop egy vitorlázattípus. A szlup vitorlázatú hajónak egyetlen árbóca van, ezen hátul egy nagyvitorlát, elöl pedig egyetlen orrvitorlát visel, hosszanti elrendezésben. Gaffos nagyvitorla esetén csúcsvitorla egészítheti ki. Ma ez a legelterjedtebb vitorlázat.

## Tulajdonságai
- Előnyök
  - Könnyen manőverezhető
  - Hatékony, tehát nagy sebességet biztosít
  - Jól kreuzol, azaz kis szögben és gyorsan képes a szél felé haladni
- Hátrányok
  - Gyenge az iránystabilitása
  - A nagyméretű, egybefüggő vitorlafalületek kurtítása nehézkes

## Más jelentések

### A szlup mint hadihajó-kategória

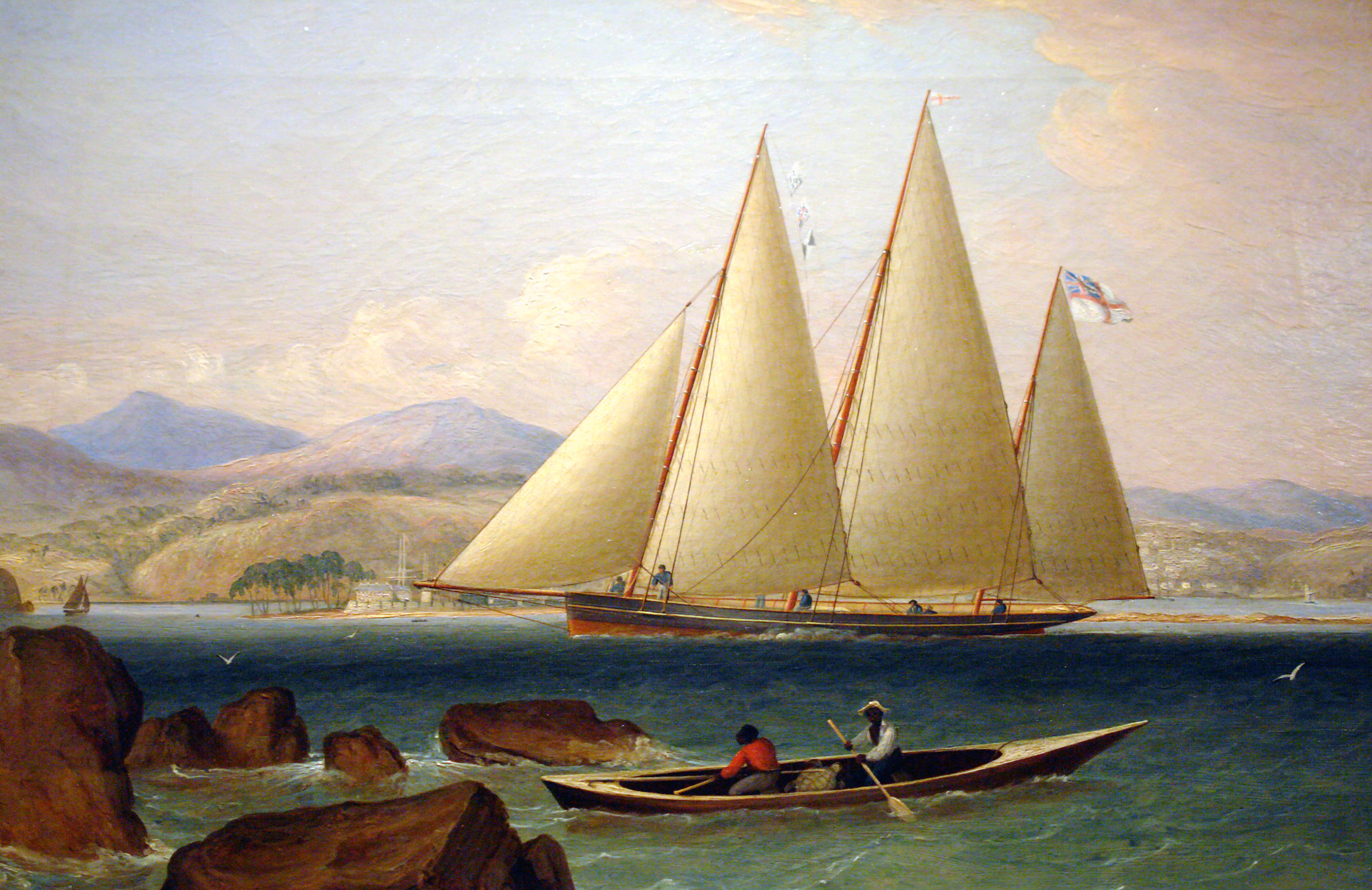
Angol Bermuda-típusú szlup (vitorlázata szerint ez a hajó egy szkúner)

A hajózás történelme során számos hajótípust jelöltek ezzel a szóval. Legismertebb közülük a 18. században és a 19. század elején alkalmazott három árbócos kisméretű vitorlás hadihajó. Ez a korvetthez hasonló felépítésű, egyetlen, három árbóccal ellátott fedélzetén mintegy 10–18 ágyút hordozott, hossza 15–20 m. Árbócai négyemeletnyi keresztvitorlával voltak felszerelve, a hátsó árbóc csonka vitorlát, az orrárbóc pedig két vakvitorlát hordozott.

### Gépi meghajtású szlup
A gépi meghajtású hadihajók korszakának kezdete után az 1500 t vízkiszorítás alatti hadihajók tartoztak ebbe a kategóriába. A szlup kifejezést a hadihajók megnevezésére általában csak az angol hajóknál alkalmazták, máshol ágyúnaszádnak nevezték a hasonló hajókat. Ma már nincs ilyen kategória.